# Virgin Money
Virgin Money es una marca financiera de tres licencias independientes del mundo. Los servicios de la marca Virgin Money están actualmente disponibles en Australia, Sudáfrica y el Reino Unido. Los servicios de Virgin Money fueron previamente ofrecidos en Estados Unidos.
Cada entidad de la marca Virgin Money actúa de un modo independiente en cada lugar, dado que los productos varían de un lugar a otro.

## Actuales licencias de marca

### Virgin Money Australia
Virgin Money actualmente cuenta con operaciones en Australia con un total de 150.000 clientes.
En 2003, Virgin Money efectuó su primera incursión fuera del Reino Unido introduciendo sus tarjetas de crédito en Australia. Virgin Money Australia fue inicialmente lanzada en colaboración con Macquarie Bank Pty Ltd, al que siguió Westpac, y añadió el plan de pensiones (2005) y los préstamos domésticos (2008) a su cartera de servicios. La tarjeta fue la primera de Australia sin comisiones anuales. La tarjeta fue comercializada como una opción más barata que muchas otras tarjetas de crédito con hasta 55 días libres de interés y un tipo de interés del 12,99% (abril de 2007). Los clientes tienen la opción de adherirse al esquema de ‘tipos de interés de amigo’ de la tarjeta de crédito, que incluye ofertas de otras compañías de Virgin en Australia como Virgin Blue, Virgin Mobile y Virgin Atlantic. También está disponible un interesante descuento en restaurantes, operados por la compañía Entertainment Book. La tarjeta de crédito Virgin fue retirada en Australia el 3 de abril de 2008 después de que concluyese el acuerdo de cinco años con Westpac. Los clientes podían seguir usando sus tarjetas con normalidad, pero dejaron de producirse las tarjetas de crédito. Cuando la tarjeta de un usuario caducaba, era transferido a la tarjeta ‘Ignite’ de Westpac.
En 2008, Virgin Money Australia retiró su producto de préstamos domésticos del mercado australiano debido a la crisis financiera 2007–2010 y la cartera de tarjetas de crédito fue transferida a su proveedor, Westpac Banking Corporation, tras la conclusión de un acuerdo de cinco años. En 2009, Virgin Money presentó el seguro de coche, en colaboración con A&G Insurance Services y también anunció su alianza con CitiBank, con vistas a lanzar una serie de servicios de banca en 2010.
Los productos de tarjeta de crédito de Virgin fueron relanzados en Australia el 27 de julio de 2010 con dos nuevas tarjetas: la Flyer Credit Card, y la No Annual Fee Credit Card.
En 2013 Virgin Money Australia fue vendida al Banco of Queensland por 40 millones de dólares. El Banco de Queensland tiene derechos sobre el nombre Virgin Money en Australia durante cuatro décadas,tiempo durante el cual pagará por el usufructo a Virgin Group. Virgin también ostenta un asiento en la directiva del Banco de Queensland como parte del acuerdo.

### Virgin Money South Africa
Virgin Money actualmente tiene operaciones en Sudáfrica. En 2006, Virgin Money South Africa fue presentada con una tarjeta de crédito inicialmente vinculada con ABSA con un activo de 33 millones.

### Virgin Money UK
Virgin Money actualmente opera en el Reino Unido donde cuenta con cuatro millones de clientes. La compañía fue inicialmente establecida como una compañía de finanzas personales bajo el nombre de Virgin Direct en 1995, y la marca Virgin Money fue introducida en 2000. Virgin Money rápidamente se expandió como banco en 2012 con la adquisición del banco nacionalizado Northern Rock.

## Antiguas licencias de marca

### Virgin Money US
En 2007, Virgin Money se lanzó en los Estados Unidos después de que Virgin Group efectuase la compra de la mayoría accionarial de CircleLending, una compañía que proveía préstamos entre personas. Virgin Money USA fue disuelta el 1 de noviembre de 2010, y ya no figura como propiedad de  Virgin en la página de Virgin Money; la página de Virgin Money US ha sido también desmantelada. Virgin Money se ha retirado así mismo del mercado estadounidense y sus servicios de préstamo social fueron transferidos a su asociada de servicios, Graystone Solutions, que mantiene el servicio de préstamos sociales bajo su propia marca.

## Identidad corporativa

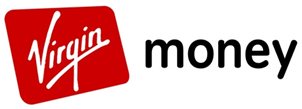
El logo de Virgin Money UK previo a la adquisición de Northern Rock, todavía utilizado por Virgin Money South Africa. Este también fue utilizado previamente por Virgin Money US.

El logo de Virgin Money gira en torno al logo principal de Virgin Group, que es la palabra 'Virgin' subrayada en un círculo en gradiente de color rojo y magenta. Este logo fue presentado en enero de 2012 para poner de relevancia la adquisición de Northern Rock, que usaba un logo magenta.
El antiguo logo de Virgin Money era la palabra 'Virgin' rodeada en rojo dentro de un rectángulo, similar en aspecto a una tarjeta de crédito, seguido de la palabra 'Money'. Este logo continúa en uso en Sudáfrica. El logo previo hacía uso de un logo rojo con la palabra 'Virgin' en un gran círculo con la palabra 'Money' sobre tres círculos pequeños. El logo de Virgin Direct era mucho más simple presentando el nombre de la compañía, en blanco en la parte superior de un rectángulo rojo con un semicírculo en el lado izquierdo.